# Обяд
|         |      |        |
| Закуска | Обяд | Вечеря |

Обяд е второто хранене за деня. В повечето страни по света обядът е между 12 часа на обяд и 3 часа следобед. В България, традиционно, обядът се състои от супа, второ ястие, и десерт. Понякога в разговорния език те се наричат опростено първо, второ и трето. В отделни случаи към тях може да се прибави салата или ордьовър. В страни като Франция, Италия и България обядът се съпровожда с алкохолна напитка – бира или вино и по-рядко ракия.
При забързания и напрегнат живот на XXI век много често времето за ядене е недостатъчно. Специалистите обаче препоръчват да се отделят поне 20 минути за обяд, за предпочитане 40-45 минути. Повечето хора обядват докато са на училище или на работа. Много предприятия и училища осигуряват столове, в които се сервира топла храна. В по-голямата част от тях обаче тя не е с много добро качество и затова някои предпочитат да си носят храна от къщи – най-често сандвичи, плодове и зеленчуци. Трети предпочитат да ядат на ресторант ако финансовото им положение го позволява. В някои страни обядът се счита за основното ядене, докато в други то представлява съвсем лека храна. Предпочитаното и здравословно съотношение на хранителните съставки е белтъци: мазнини: въглехидрати = 4:3:3.
В някои страни се консумират едни и същи ястия на обяд и вечеря, докато в други те са коренно различни. Също така в някои страни обядът се състои от 7 – 8 различни блюда. Понякога обядът има и развлекателни функции – на празници или в събота и неделя, когато се събира цялото семейство, или познати и приятели. На празнични обеди масата се украсява със свещи и цветя.
| Супи | Основно (второ) ястие                                                                                     | Десерт                                                                                    |
| --- | --- | ----------------------------------------------------------------------------------------- |
| - Картофена супа - Супа от леща - Боб чорба - Доматена супа - Супа от гъби - Таратор - Шкембе чорба - Пилешка супа - Телешко варено | - Пържени кюфтета - Пържоли - Мусака - Дроб сарма - Яхния - Сарми - Пълнени чушки - Каварма - Печено пиле | - Сладолед - Торта - Баклава - Бисквити - Бонбони - Тиквеник - Щрудел - Тулумба - Шоколад |